# Cesta za hvězdou
Cesta za hvězdou je opera o jednom dějství českého skladatele Jiřího Smutného na libreto Josefa Melče podle stejnojmenné povídky francouzského spisovatele Vercorse (vl. jm. Jean-Marcel-Adolphe Bruller, 1902–1991). Premiéru opery uvedlo 16. září 1972 pražské studio Československého rozhlasu.

## Vznik, charakteristika a historie
Skladatel Jiří Smutný pracoval od roku 1956 jako korepetitor v Národním divadle, ale ve své hudebně-dramatické tvorbě se od počátku 60. let věnoval především novým žánrům televizní a rozhlasové opery. Dvě operní adaptace rozhlasových her Friedricha Dürrenmatta, totiž Noční rozhovor a Dvojník, vzniklé v polovině 60. let byly koncipovány s možností jevištního uvedení a také nakonec takto uvedeny byly, následující dvojice oper podle knih francouzského spisovatele Vercorse zabývajících se osudy lidí v souvislosti s nacistickou okupací Francie, totiž Klementina a Cesta za hvězdou, již byly přizpůsobeny výlučně rozhlasovému médiu.
Cesta za hvězdou vypráví osudy starého imigranta do Francie ze střední Evropy, který celý život slepě miloval a obdivoval Francii, nakonec však skončil pronásledován a zabit francouzskými kolaboranty za druhé světové války. Vercorsovi byl předobrazem hrdiny jeho otec (který však zemřel již před válkou). Tato próza vyšla ve Francii v samizdatu ještě za války a v češtině ji vydalo již roku 1948 nakladatelství Máj v překladu Věry Petříkové (1903–1985). Zatímco ke Klementině zpracoval prozaickou předlohu na libreto sám Smutný, scénář Cesty za hvězdou mu napsal rozhlasový režisér a autor rozhlasových pořadů Josef Melč.
Po úspěchu Klementiny v soutěži Československého rozhlasu k 50. výročí založení Československa roku 1969 přihlásil Smutný Cestu za hvězdou do podobné soutěže k 25. výročí osvobození ČSSR. Porota z 32 přihlášených hudebně-dramatických prací nevybrala žádnou první a druhou cenu, zato udělila dvě třetí ceny (ve výši 20 000 Kčs), a to Smutnému za Cestu za hvězdou a Ivo Jiráskovi za rozhlasovou operu Smrt nemá tajemství (uvedenou pod definitivním názvem Danse macabre). Výsledky byly vyhlášeny počátkem roku 1972, vzápětí byla Smutného opera natočena a v září téhož roku poprvé vysílána. Nahrávky se účastnili herci spojení s rozhlasem a pěvci především z Národního divadla; hudební doprovod je pouze komorní (klavír a smyčcové kvarteto).
Skladatel a rozhlasový hudební redaktor Vlastimil Musil v časopise Hudební rozhledy komentoval premiéru Cesty za hvězdou takto: „Autor se v posledních několika letech na tento druh tvorby do značné míry specializoval, získal cenné zkušenosti a dosáhl výrazných úspěchů. Vypracoval si i vlastní tvůrčí postupy, jak nesnadný útvar rozhlasové opery řešit. Stručně lze říci, že mísí prvky hudební (operní i kantátové) s činoherními, tradiční hudební tvarosloví prolíná některými postupy soudobých kompozičních technik, organicky zapojuje do skladby hlas vypravěče (spíkra), který pomáhá posluchači sledovat dramatický vývoj díla. Navíc si Jiří Smutný dovede vybírat emotivně velice působivé příběhy z dusné a rozporuplné atmosféry období druhé světové války – tedy témata stále ještě živá –, s hořkými deziluzemi prostých lidí i výrazným etickým podtextem.“ Musil tak porovnával Cestu za hvězdou se Smutného předchozí operou, přičemž učinil pouze výtku, že „vývoj příběhu byl tentokrát méně přehledný, než tomu bylo například v starší Klementině“.

## Osoby a první obsazení
| osoba                      | hlasový obor | premiéra (16. září 1972) |
| -------------------------- | ------------ | ------------------------ |
| Tomáš                      | tenor        | Beno Blachut             |
| Ona                        | soprán       | Marcela Machotková       |
| Zrzek                      | bas          | Dalibor Jedlička         |
| Žena                       | soprán       | Jaroslava Procházková    |
| Strýc                      | bas          | Karel Hanuš              |
| …                          | soprán       | Brigita Šulcová          |
| …                          | alt          | Libuše Márová            |
| Chór                       | baryton      | René Tuček               |
| První strážník             | mluvená role | Vlastimil Hašek          |
| Druhý strážník             | mluvená role | František Hanus          |
| Vypravěč                   | mluvená role | Zdeněk Dítě              |
| Dirigent: František Vajnar |              |                          |

## Děj opery
Tomáš Muritz je starý muž pocházející z Bratislavy; jeho rod se přistěhoval z Francie do střední Evropy v 17. století na útěku před pronásledováním protestantů. Tomáš již jako mladík propadl lásce ke všemu francouzskému, považoval Francii za zemi civilizace v kontrastu k domácím poměrům a sotva dospěl, odešel do Francie, za svou hvězdou. Zapůsobilo na něho setkání s prvními francouzskými lidmi, zejména se zrzavým hostinským, který mu řekl „Jsi jedním z nás.“ Od té doby měl za to, že mu zrzci přinášejí štěstí.
Tomáš se plně se začlenil do společnosti, miloval francouzskou kulturu a zejména literaturu; jeho syn André padl v první světové válce jako příslušník francouzské armády. Po pádu Francie roku 1940 se ocitl v okupované zóně. Tomáš, jehož matka byla židovka, nosí hrdě žlutou hvězdu, přestože k tomu není jako míšenec povinen a přestože každý jiný se tomu snaží vyhnout. Je to pro něj, starého člověka, jeho podoba odporu proti německé okupaci. Stále však skálopevně věří ve Francii, její svobodymilovné občany a její instituce jako předsedu vlády maršála Pétaina, a zprávy o jejich kolaboraci považuje za nactiutrhačné lži.
Pak ale po atentátu provedeném odbojem požadují nacisté po francouzských úřadech padesát rukojmí, které chtějí zastřelit jako odplatu. Úřady jich pro jistotu seženou sto padesát, vesměs naturalizovaných židů, jako je podle nich Tomáš; jsou zavřeni v baráku. Nacisté uloží jejich strážcům, francouzským četníkům, aby z nich vybrali požadovaných padesát; četníci tedy otevřou dveře a lidé se vyhrnou, potěšeni tím, že vidí Francouze a ne Němce, a netušíce, že padesát prvních má být zabito…
V této první padesátce je Tomáš. Instinktivně a s úsměvem zamíří k mladému zrzavému četníkovi, ale ten se vyleká, s revolverem Tomáše přitlačí ke zdi, a v tu chvíli se Tomášův svět zhroutí. Vzlykajícího starce četník jeho adoptivní vlasti zastřelí.